# Rima Hansteen

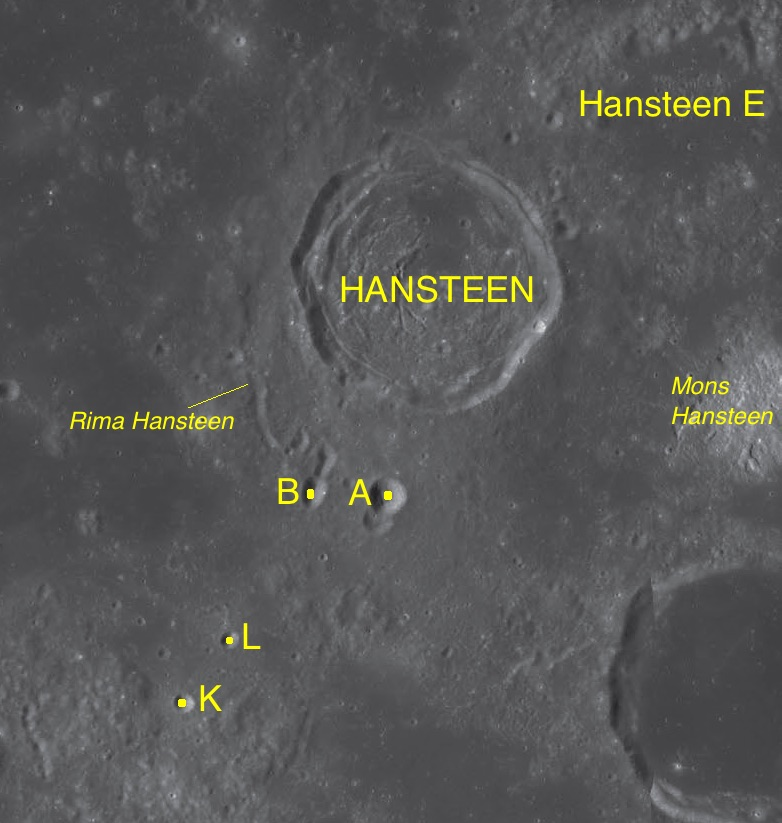
Rima Hansteen

La rima Hansteen es una grieta lineal de la Luna. Lleva el nombre del cráter Hansteen, al que rodea parcialmente por su lado suroccidental. Su nombre procede del astrónomo noruego Christopher Hansteen (1784-1873). Según la ficha del USGS, su diámetro asociado es de casi 31 km.
Según la información contenida en el The Cambridge Photographic Moon Atlas, se trata de una grieta relativamente estrecha, con una longitud de 25 km y una anchura de unos 3 km.
Su distancia al centro del cráter Hansteen (que tiene unos 22,5 km de radio) oscila entre los 30 km de su extremo septentrional, y los 35 km que presenta en su extremo sur, donde se aproxima al cráter satélite Hansteen B.
La alineación de su lado norte es relativamente recta, con una orientación sensiblemente norte-sur, pero al acercarse al cráter satélite Hansteen B realiza una marcada curva en "S", desembocando finalmente en este cráter.
| | \| Coordenadas características: - Centro de la rima: 12°05′S 52°59′O / -12.09, -52.99 - Extremo noroeste: 11°35′S 53°00′O / -11.58, -53 - Extremo sureste: 12°32′S 52°51′O / -12.54, -52.85 \| |
| Coordenadas características: - Centro de la rima: 12°05′S 52°59′O / -12.09, -52.99 - Extremo noroeste: 11°35′S 53°00′O / -11.58, -53 - Extremo sureste: 12°32′S 52°51′O / -12.54, -52.85 | |